# Cripán
Cripán (oficialmente en euskera: Kripan) es un municipio español de la provincia de Álava, en la comunidad autónoma del País Vasco. Cuenta con una extensión de 12,5 km² y una población de 176 habitantes (2022). Se sitúa en la parte sur de la provincia, dentro de la comarca vitivinícola de la Rioja Alavesa. La población se sitúa en la ladera meridional de la Sierra de Cantabria, que separa a la Rioja Alavesa del resto de Álava. Es uno de los pueblos más altos de la Rioja Alavesa, ya que se sitúa a 690 metros de altitud. Lo compone un único núcleo de población.
El municipio limita al norte con Bernedo, al sur con Lanciego, al este con el municipio navarro de Lapoblación y al oeste con los términos de Laguardia y Elvillar.
La capital de la comarca, Laguardia, está 11 km en dirección suroeste. La capital provincial, Vitoria se sitúa a 45 km. La ciudad de Logroño, capital de La Rioja está a sólo 17 km. El pueblo más cercano es Lanciego, a 3,5 km.

## Historia
Los restos arqueológicos que se encuentran en las inmediaciones atestiguan una presencia humana antigua en el término de Cripán.
En el abrigo de Peña Larga se localizó una ocupación Neolítica con cerámicas impresas de tipo cardial fechadas por C-14 en 6720 BP.
Se cree que una calzada romana atravesaba la Sierra de Cantabria por el puerto de Bernedo hacia Elvillar atravesando el actual Cripán, por lo que no se descarta un origen romano de esta población.
En la Edad Media su nombre aparece en el Cartulario de San Millán. Antes de su denominación actual fue llamada Quirpán e incluso en alguna ocasión Quiripán. Se desconoce el origen y significado del nombre del pueblo.
Cripán fue una aldea de Laguardia hasta que en 1669 fue nombrada villa por el rey Carlos II.

## Demografía
Cripán cuenta con una población de 178 habitantes (INE 2024).
| Gráfica de evolución demográfica de Cripán entre 1842 y 2021 |
| |
| Población de derecho según los censos de población del INE Población de hecho según los censos de población del INEEn estos censos se denominaba Cripan: 1842, 1857, 1860, 1877, 1887, 1897, 1900, 1910, 1920, 1930, 1940, 1950, 1960, 1970, 1981 y 1991 |

| Gráfica de evolución demográfica de Cripán entre 1988 y 2008 |
|                                                              |

## Economía
Cripán es un municipio eminentemente rural. La mayor parte de la población vive de la agricultura. Se cultivan cereales, hortalizas y algo de patata. El cultivo de la vid ocupa solo el 30 % del área cultivada en el municipio y no está tan extendido como en las zonas más bajas de la comarca. En el municipio hay dos bodegas que fabrican vino dentro de la denominación de origen Rioja. Es uno de los pocos municipios de la comarca con presencia significativa ganadera, especialmente ovina.

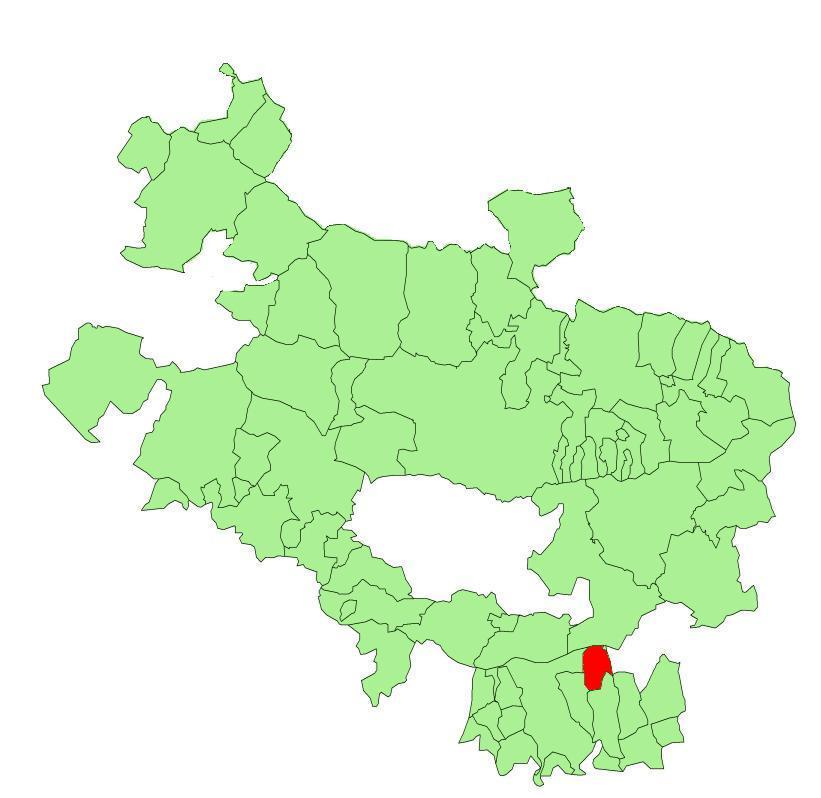
Extensión del municipio en la provincia de Álava

El resto de la población trabaja en los servicios y en la industria, desplazándose a los municipios cercanos. En Cripán hay algunos comercios básicos.
La población de Cripán ha sufrido una evolución oscilante a lo largo del siglo XX. En 1900 tenía 300 habitantes y desde hace unos 20 años ronda los 200 habitantes.
La lengua de uso habitual en el municipio es el castellano.

## Administración y política
| Periodo   | Nombre                          | Partido | Partido                                                      |
| --------- | ------------------------------- | ------- | ------------------------------------------------------------ |
| 1979-1983 | Rubén Fernández Calleja         |         | Euzko Alderdi Jeltzalea-Partido Nacionalista Vasco (EAJ-PNV) |
| 1983-1987 | Jesús Honorio Calleja Ansotegui |         | Euzko Alderdi Jeltzalea-Partido Nacionalista Vasco (EAJ-PNV) |
| 1987-1995 | Mateo Antonio Marañón Calleja   |         | Euzko Alderdi Jeltzalea-Partido Nacionalista Vasco (EAJ-PNV) |
| 1995-1999 | Gonzalo Marañón Oribe           |         | Euzko Alderdi Jeltzalea-Partido Nacionalista Vasco (EAJ-PNV) |
| 1999-2003 | Iñigo Loero y Marañón           |         | Euzko Alderdi Jeltzalea-Partido Nacionalista Vasco (EAJ-PNV) |
| 2003-2007 | José Javier Galar Portillo      |         | Euzko Alderdi Jeltzalea-Partido Nacionalista Vasco (EAJ-PNV) |
| 2007-2011 | Gonzalo Marañón Oribe           |         | Euzko Alderdi Jeltzalea-Partido Nacionalista Vasco (EAJ-PNV) |
| 2011-act. | Joseba Fernández Calleja        |         | Euzko Alderdi Jeltzalea-Partido Nacionalista Vasco (EAJ-PNV) |

| Partido político                                              | 2015  | 2015       | 2011  | 2011       | 2007  | 2007       | 2003  | 2003       | 1999  | 1999       | 1995  | 1995       | 1991  | 1991       |
| Partido político                                              | %     | Concejales | %     | Concejales | %     | Concejales | %     | Concejales | %     | Concejales | %     | Concejales | %     | Concejales |
| Euzko Alderdi Jeltzalea-Partido Nacionalista Vasco (EAJ-PNV)  | 75,45 | 5          | 72,95 | 5          | 77,50 | 5          | 81,88 | 5          | 75,00 | 5          | 80,80 | 5          | 88,89 | 5          |
| Partido Socialista de Euskadi-Euskadiko Ezkerra (PSE-EE PSOE) | 4,55  | 0          | 1,64  | 0          | 3,33  | 0          | 0,67  | 0          | —     | —          | —     | —          | —     | —          |
| Partido Popular del País Vasco (PP)                           | 3,64  | 0          | 5,74  | 0          | 7,50  | 0          | 4,70  | 0          | 4,46  | 0          | —     | —          | —     | —          |
| Unidad Alavesa (UA)                                           | —     | —          | —     | —          | —     | —          | 0,00  | 0          | 0,89  | 0          | 4,00  | 0          | —     | —          |

## Cultura

### Patrimonio
- Yacimiento arqueológico de la cueva de Los Husos. Fue descubierto en 1965. Tiene una de las estratigrafías con cerámica más completas de Álava. Los restos van de la época neolítica hasta la Edad del Bronce.

- Dolmen de los Llanos.

- Iglesia de san Juan Bautista: construida en los siglos XVII y XVIII.

- Iglesia de Santa María: queda una portada románica del siglo XII y una torre cuadrada.

### Fiestas
- Las fiestas patronales se celebran el 8 de septiembre en honor de la Virgen. Suelen coincidir con la época de la vendimia.

- El 15 de mayo se suele celebrar una romería en honor de San Tirso, patrón de la localidad. La ermita del santo se encuentra en la Sierra de Cantabria, excavada en la roca.